# Cratere Sangar
Sangar  è un cratere sulla superficie di Marte.